# Notausgang

Notausgang-Piktogramm nach ISO 7010

Ein Notausgang oder Notausstieg ist ein Ausgang aus einem Bauwerk oder Fahrzeug/Flugzeug, der in Notfällen benutzt werden soll. In Deutschland ist hier zu differenzieren zwischen Ausgängen im Zuge von Rettungswegen und Notausgängen, die ausschließlich zur Nutzung im Notfall sind. Er ist ein wesentlicher Bestandteil des zum Brandschutz vorgesehenen Fluchtwegs.
Die Größe und die Anzahl der Notausgänge muss so bemessen sein, dass die üblicherweise im Gebäude anwesenden Personen schnellstens auch bei Panikreaktionen ins Freie flüchten können, ohne dass die jeweiligen Personen stürzen und dabei durch die Nachfolgenden überrannt werden oder anderweitig zu Schaden kommen können.

## Vorschriften
Werte und Richtlinien für Notausgänge sind in Deutschland in der Arbeitsstättenverordnung und dem entsprechenden Einführungserlass festgelegt. Die Ausführung von Notausgängen wird auch in der ASR A 2.3 behandelt.

## Kennzeichnung
Der Notausgang muss mit einem Piktogramm oberhalb der Tür gekennzeichnet sein, welches international in der Norm DIN EN ISO 7010 vorgegeben ist. Verläuft der Fluchtweg durch die Tür, bzw. geradeaus, ist nach ISO 16069 der Pfeil nach oben in Kombination mit dem Notausgangs-Piktogramm zu verwenden, es sei denn, eine Treppe mit Fluchtweg nach unten befindet sich dahinter. Die Kennzeichnung erfolgt oft in Kombination mit einer Notbeleuchtung. Er muss jederzeit erreichbar sein und darf nicht durch Gegenstände verstellt werden. Der Weg zum Notausgang (Fluchtweg) muss ebenfalls deutlich gekennzeichnet sein.
Ein Nachteil der Rettungszeichen ist, dass blinde oder sehbehinderte Menschen diese meist nicht wahrnehmen können.

Notausgangszeichen nach ISO 7010
Amerikanisches Notausgangszeichen
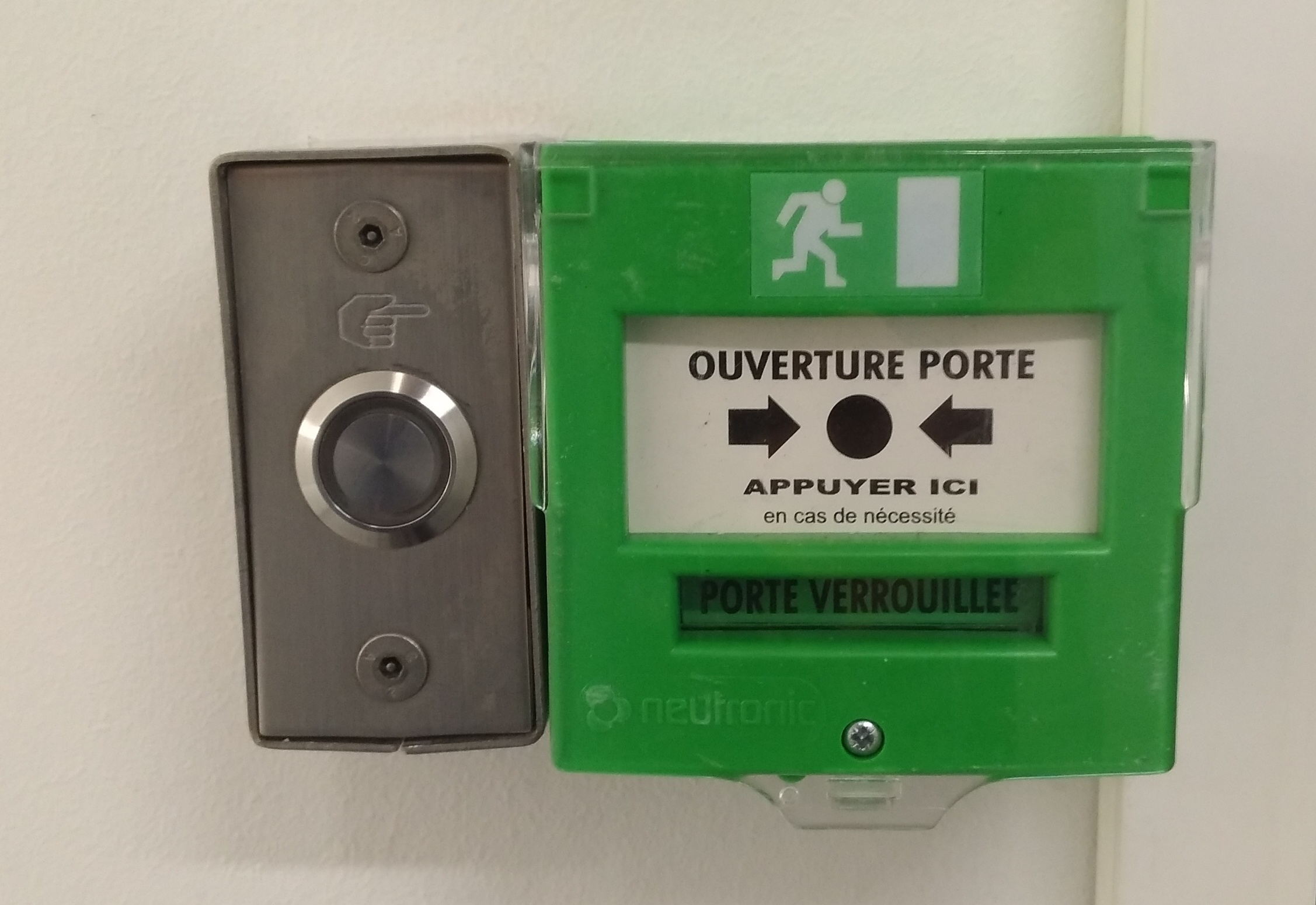
Not-Türöffner
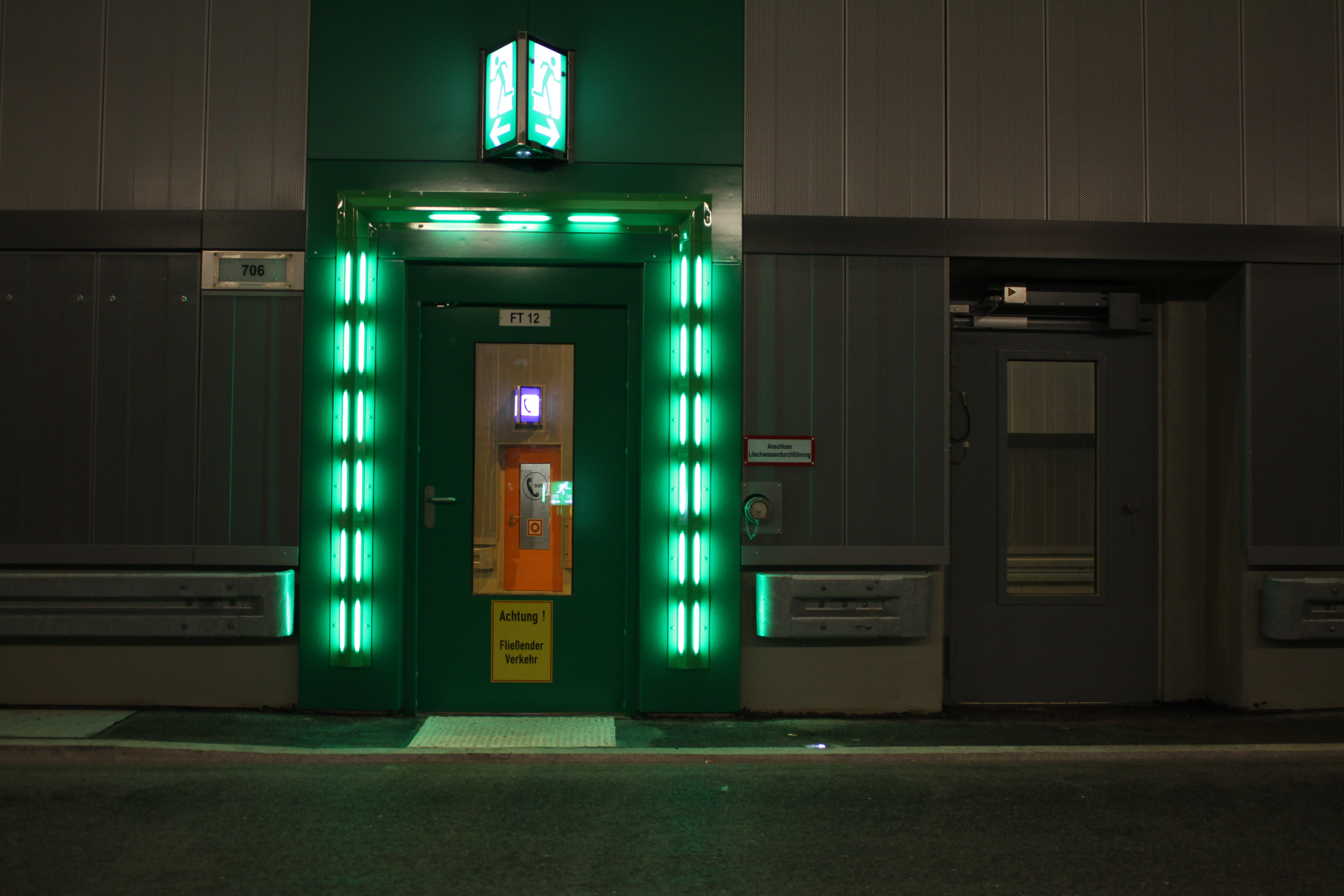
Fluchtweg in einem Tunnel
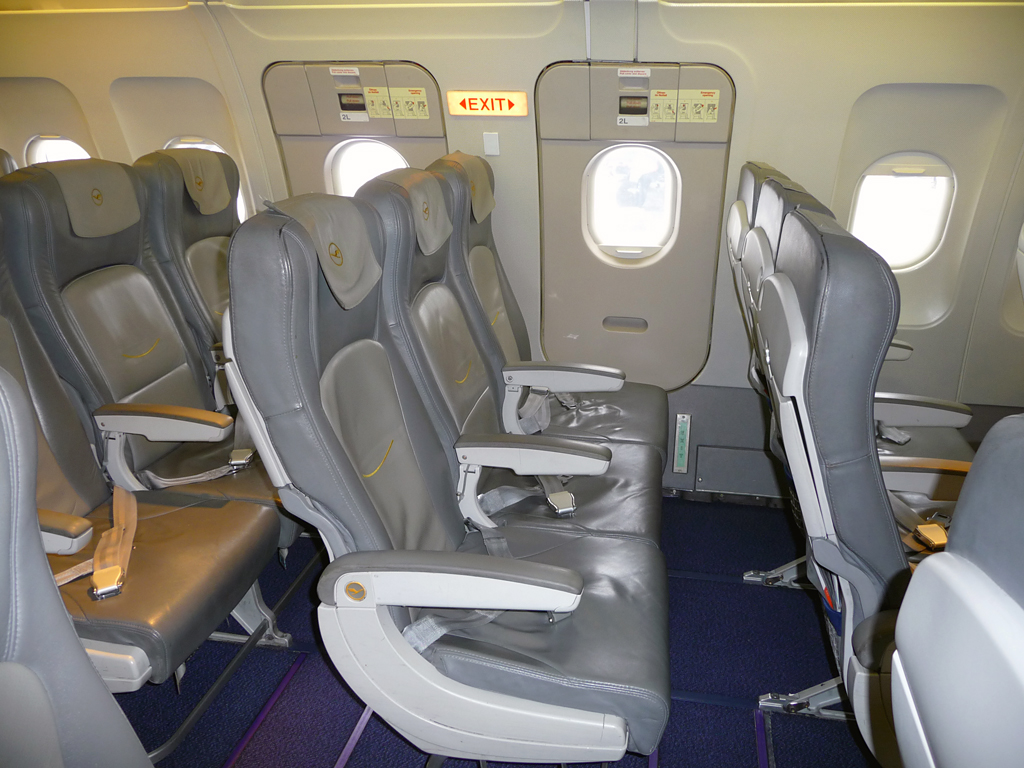
Notausgang über den Flügeln im Flugzeug, der bei einer Evakuierung Zugang zu den Notrutschen gewährt
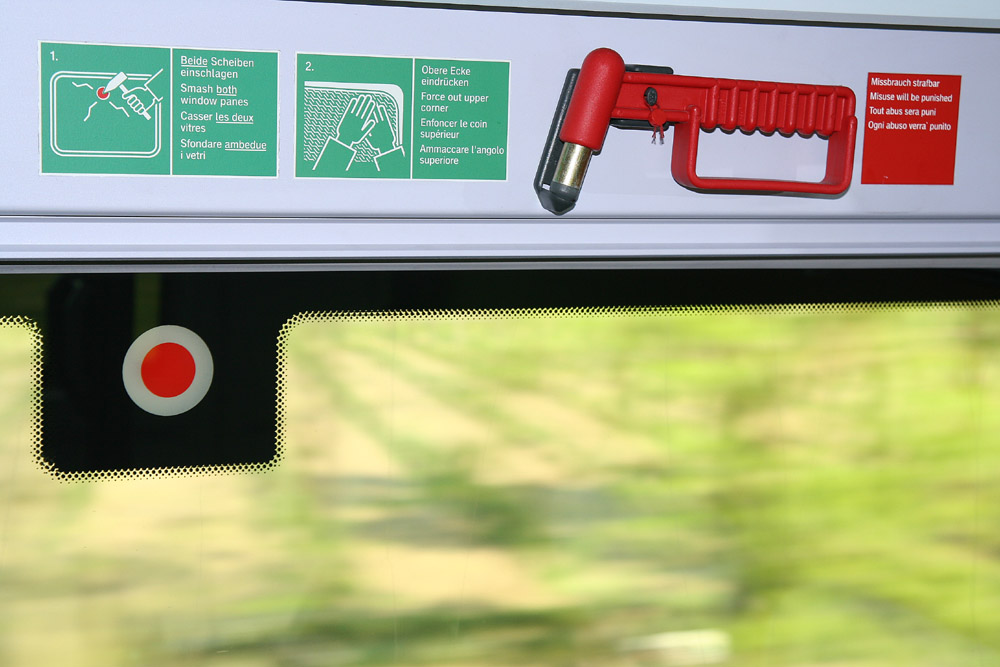
Notausstieg über das Fenster in einem ICE mit Nothammer
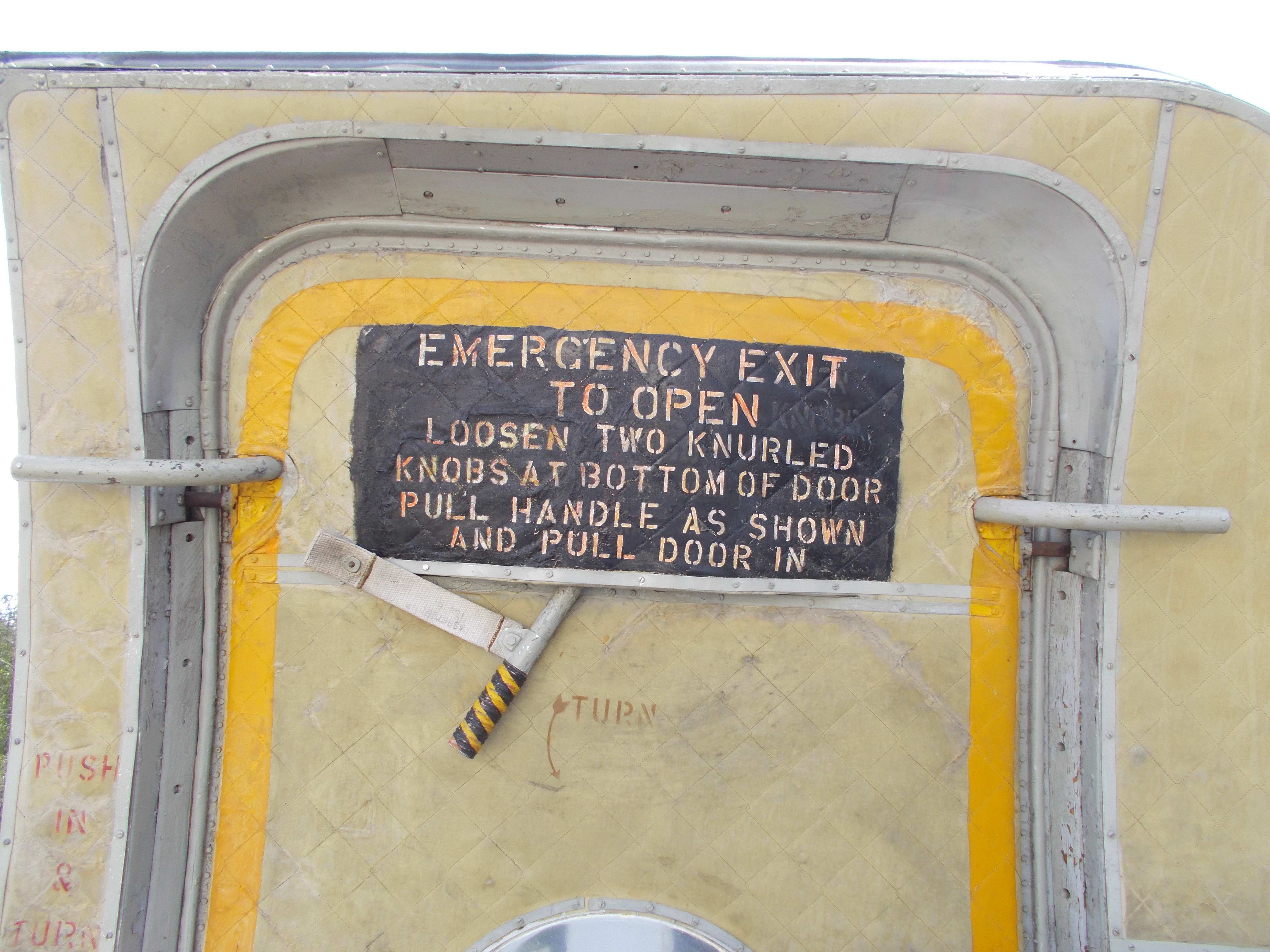
Notausgang des britischen Militärflugzeugs Handley Page Hastings

## Türen und deren Verschlüsse
Je nach Anwendung kann eine Notausgangs-Tür nur an der Innenseite Türgriffe haben. Außerdem müssen die Beschläge der Tür so montiert sein, dass sich die Tür nur in Fluchtrichtung öffnen lässt. Die Tür kann zwar ein Schloss besitzen, jedoch muss sichergestellt sein, dass sich die Tür auch in abgeschlossenem Zustand jederzeit einfach von innen öffnen lässt (Panikschloss).
Für Gebäude, in denen mit Panik zu rechnen ist, etwa weil dort regelmäßig viele ortsunkundige Personen anwesend sind, muss die Tür nach der Euronorm EN 1125 (Schlösser und Baubeschläge – Paniktürverschlüsse mit horizontaler Betätigungsstange – Anforderungen und Prüfverfahren) ausgerüstet sein. Die rechtliche Verbindlichkeit dieser Norm ist jedoch nicht gegeben, da die Bauministerkonferenz feststellte, dass gleichwertige Verschlüsse ebenfalls einsetzbar sind. Eine DIN- oder EN-Norm ist kein Gesetz und kann daher nicht rechtsverbindlich regeln, dass solche Türbeschläge eingesetzt werden müssen. Für eine solch verbindliche Regelung ist das Baurecht zuständig. Panikbeschläge, welche den Anforderungen der jeweiligen Landesbauordnung entsprechen, sind rechtlich verbindlich. In der Regel sind dies Türen, die sich mit einem Handgriff leicht in voller Breite öffnen lassen.

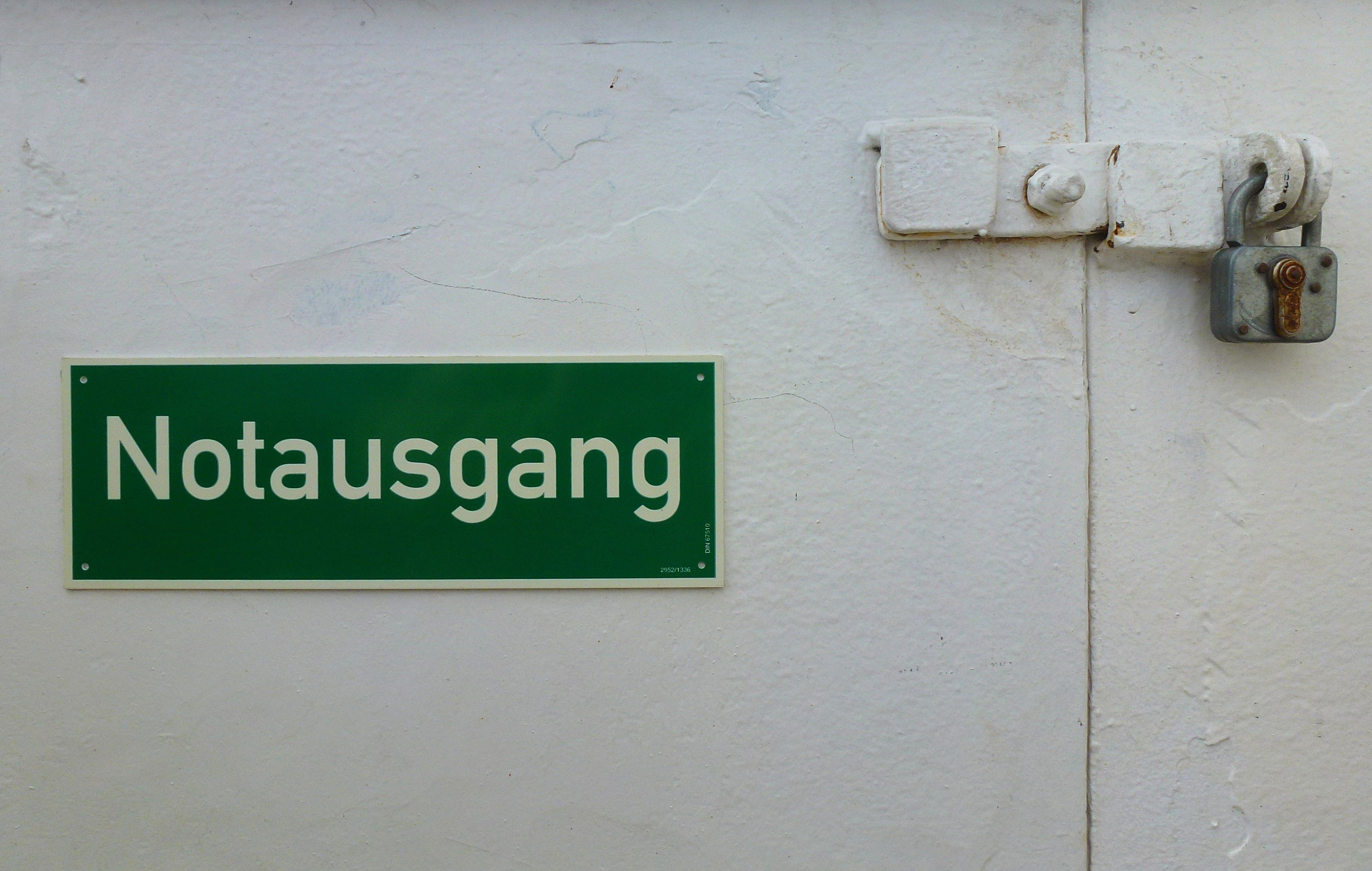
Verschlossener Notausgang auf einer Autofähre
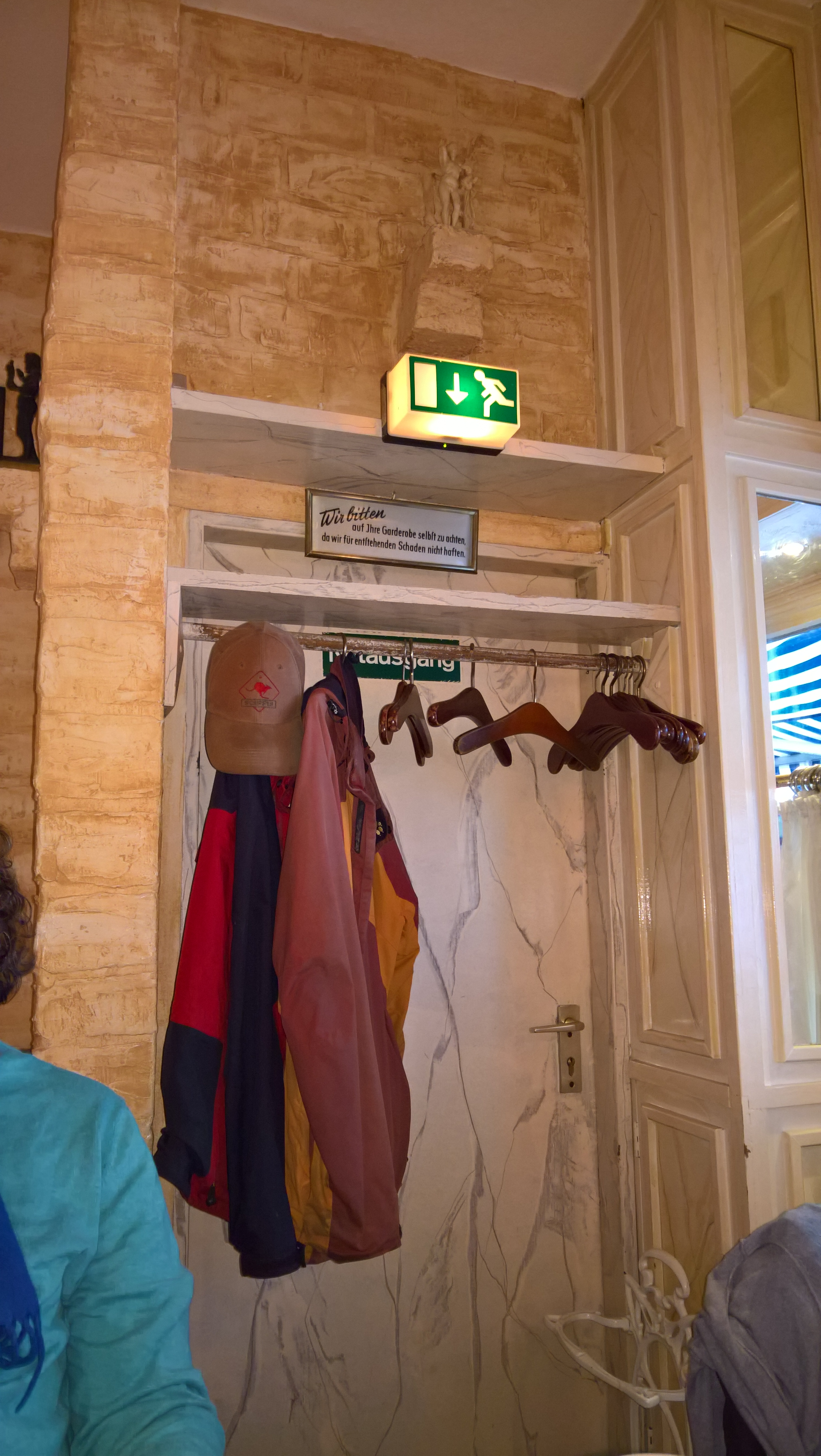
Durch Garderobe 'benutzter' Notausgang in einem Restaurant
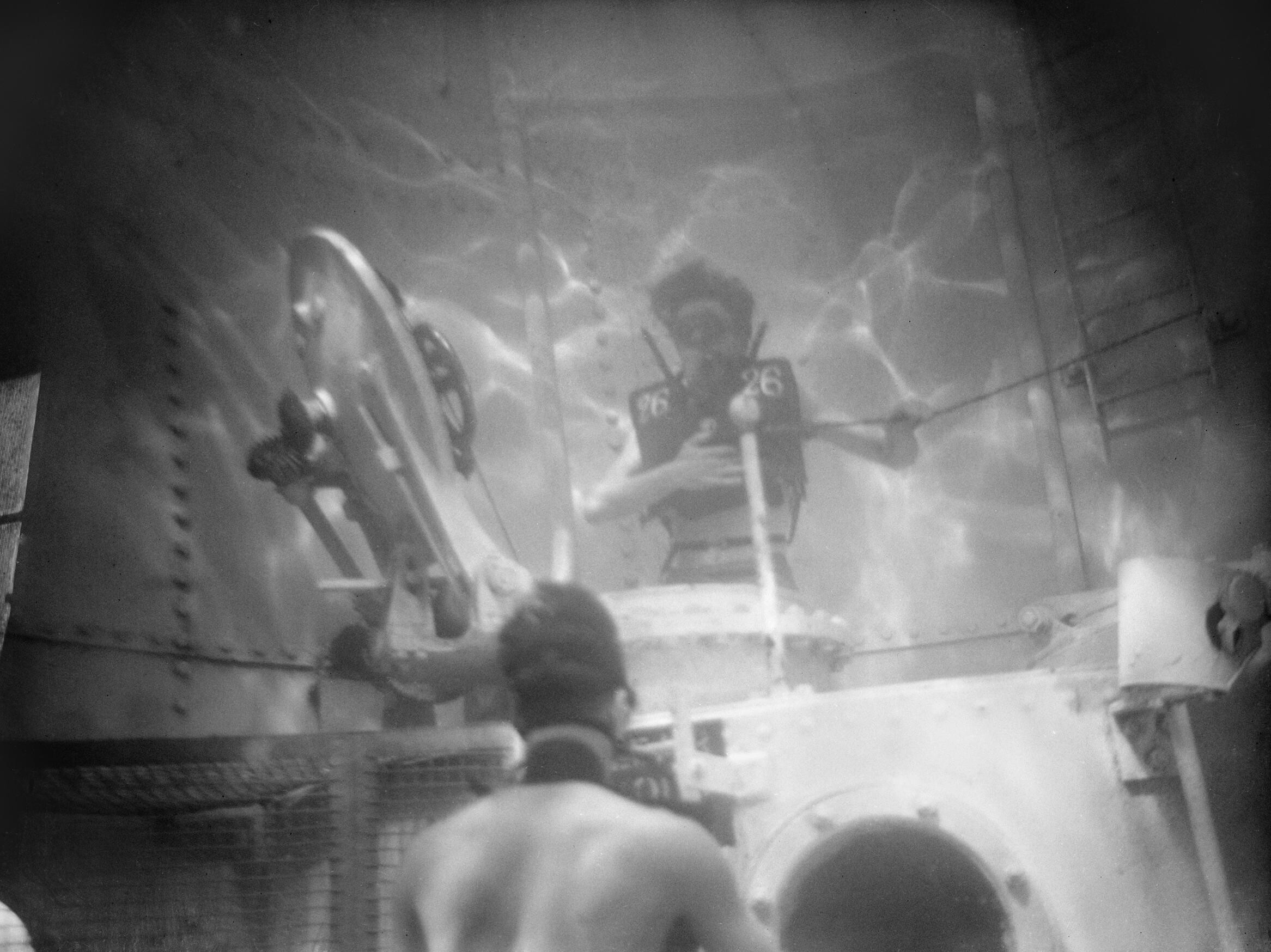
Notausstieg aus einem U-Boot über eine Druckschleuse erfolgt meist mit Tauchrettern
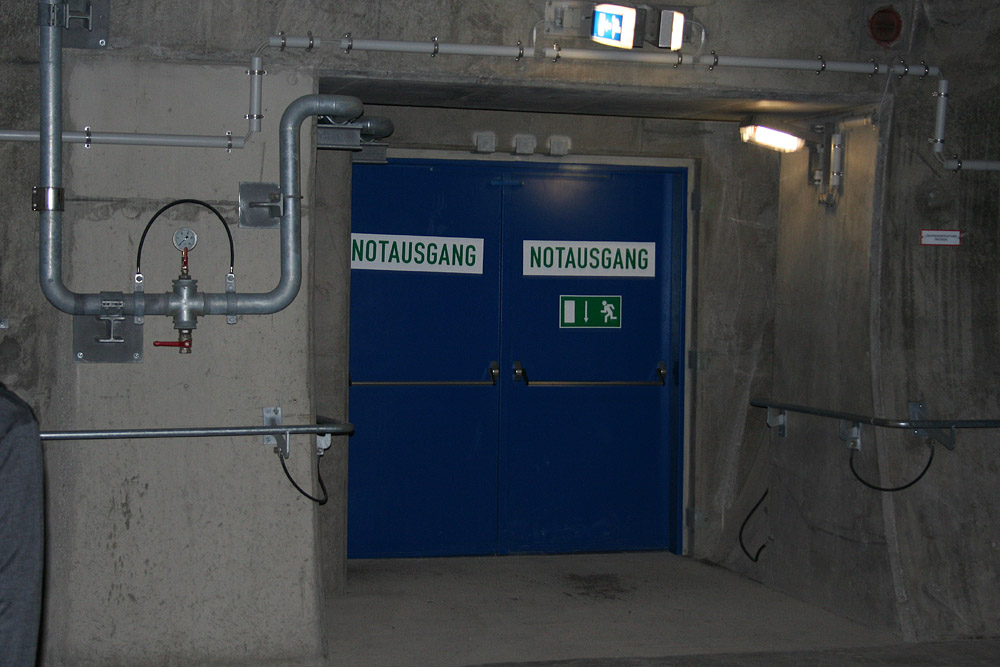
Eisenbahn-Fluchtweg im Euerwangtunnel auf der Schnellfahrstrecke Nürnberg–Ingolstadt
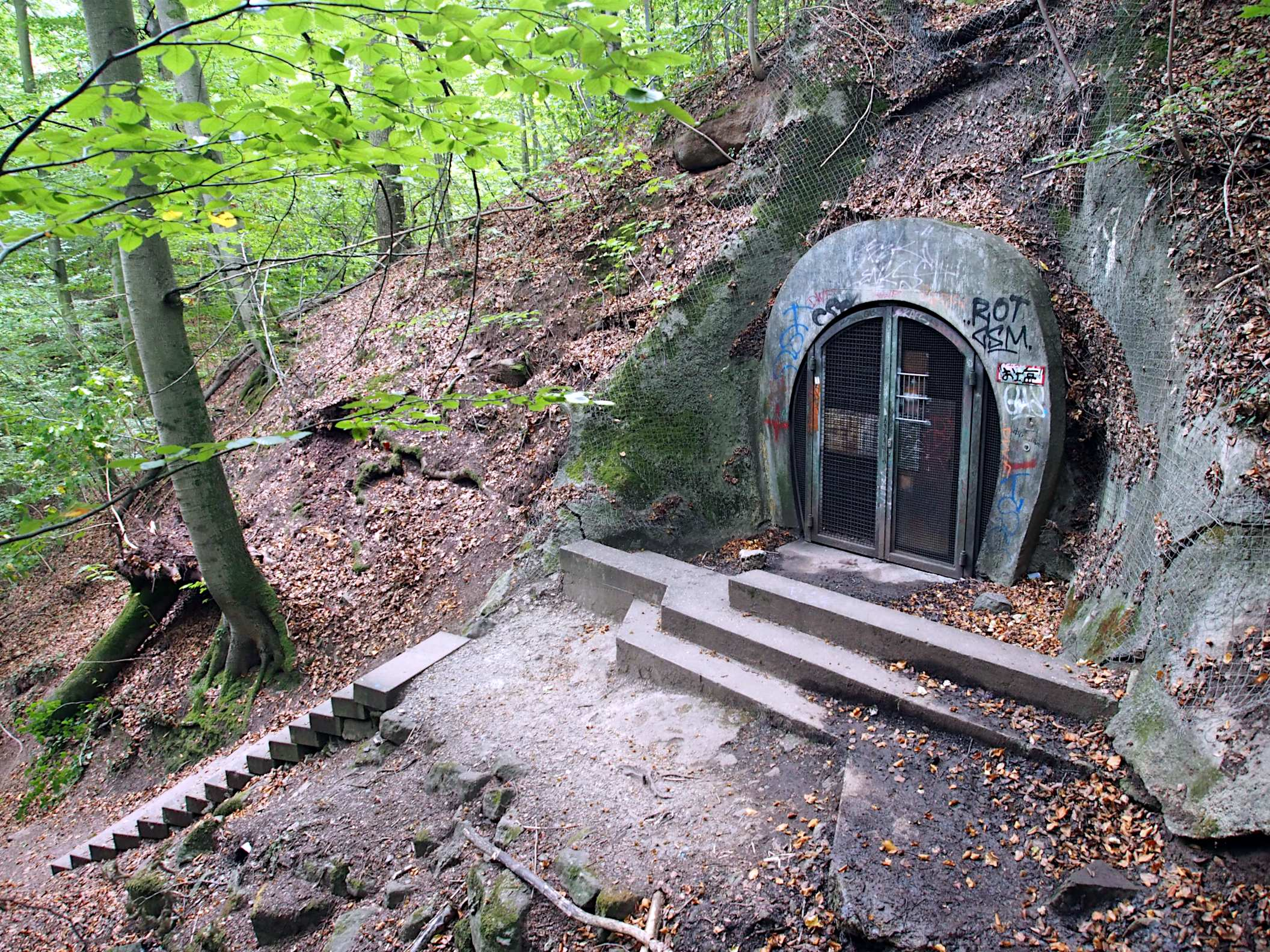
Ausgang eines Fluchtstollens im Gelände (Hasenbergtunnel)